# Vespa luctuosa
Vespa luctuosa (лат.) — вид тропических шершней, который обитает на Филиппинах. Является эндемиком.
Вид также состоит из нескольких подвидов, которые обитают на различных островах Филиппин.
Наибольшую известность этот вид шершней имеет в связи с высокой токсичностью яда, который он вырабатывает, и соответственно, укус этого шершня является наиболее опасным для человека.
Внешне шершень представляет собой умеренно крупное насекомое чёрного цвета. Характерные отличия — наличие нескольких белых полос на крупном широком брюшке.

## Характеристики яда
Яд шершней Vespa luctuosa является самым токсичным среди всех существующих ос. Среднесмертельная доза яда составляет 1.6 мг/кг. Яд шершня является гораздо более токсичным, чем яд азиатского огромного шершня, (Vespa mandarinia), среднесмертельная доза которого составляет 4.1 мг/кг, поэтому смертность от укусов этого шершня самая высокая. Общая смертность от азиатского огромного шершня большая в связи с большим объёмом яда, который он впрыскивает, а также достаточно агрессивным характером этого насекомого.
Кроме того, что Vespa luctuosa имеет самый высокотоксичный среди ос, яд этого шершня также является одним из самых токсичных, вырабатываемых насекомыми вообще. Только некоторые разновидности муравьёв рода Pogonomyrmex, особенно Pogonomyrmex maricopa, и муравьёв вида Ectatomma tuberculatum вырабатывают ещё более токсичный яд.
Укус шершня Vespa luctuosa не только очень болезненный. После укуса в районе него наблюдается конвульсии, цианоз и гематурия.

## Гнёзда
Vespa luctuosa редко строит гнёзда вблизи жилищ человека или его сооружений. В основном этот шершень строит гнёзда на деревьях или кустах. На начальном этапе строительства гнёзда имеют форму, близкую к сферической, которая затем меняется на овальную, и постепенно, вертикальную.